# هرمان راینکه
کارل رودولف ارنست آگوست هرمان راینِکه (به آلمانی: Karl Rudolf Ernst Auguste Hermann Reinecke) (۱۴ فوریه ۱۸۸۸ – ۱۰ اکتبر ۱۹۷۳) نظامی بلندپایه آلمانی در دوره رایش سوم بود که در جریان جنگ جهانی دوم جایگاه‌های ستادی بالایی را در فرماندهی عالی ورماخت تصدی کرد.

## سال‌های اولیه
هرمان راینکه روز ۱۲ فوریه سال ۱۸۸۸ در ویتنبرگ زاده شد. پدرش از افسران نیروهای مسلح بود. او نیز پس از تحصیل در دانشکده افسری، روز ۱۴ مارس سال ۱۹۰۵ به نیروی زمینی امپراتوری آلمان پیوست و سال بعد با درجه ستوان دومی در هنگ ۷۹ پیاده‌نظام قرار گرفت. فصل بهار سال ۱۹۱۱ به گردان ۱۰ مهندسی هانوفر منتقل گردید. ماه اکتبر همان سال آجودان گردان ۳ و ماه اکتبر سال ۱۹۱۳ آجودان هنگ شد. در جریان جنگ جهانی اول در جبهه‌های شرقی و غربی خدمت و نشان‌های افتخار خاندان هوهنتسولرن، درجه یک صلیب آهنین، صلیب هانزا و خدمت نظامی اتریش-مجارستان را دریافت کرد. همان ماه‌های نخست جنگ به درجه ستوان یکمی و سال ۱۹۱۶ به درجه سروانی ترفیع گرفت. در این حین ماه فوریه سال ۱۹۲۹ به درجه سرگردی نائل آمد.
پس از جنگ به خدمت در رایشسور ادامه داد و به هنگ ۲ پیاده‌نظام در آلنشتاین منتقل شد. بین سال‌های ۱۹۲۸ تا ۱۹۳۲ در وظایف غالبا مربوط به نظام آموزشی و تدارکاتی در ستاد وزارت دفاع بود. ماه اکتبر سال ۱۹۳۲ فرماندهی گردان ۲ هنگ ۶ پیاده‌نظام را در لوبک بر عهده گرفت. ماه ژوئن سال ۱۹۳۳ به درجه سرهنگ دومی رسید.

## ورماخت
راینکه ماه ژوئن سال ۱۹۳۵ با درجه سرهنگی رئیس بخش تدارکات ورماخت تازه‌تاسیس شد. ماه اوت سال ۱۹۳۸ به ریاست دفتر امور عمومی نظامی فرماندهی عالی ورماخت منصوب گردید. در این جایگاه نقش ویژه‌ای در تبلیغ ایدئولوژی حزب ناسیونال سوسیالیست در بین نظامیان آلمانی داشت. روز ۱ ژانویه سال ۱۹۳۹ به درجه سرتیپی و ۱ اوت سال ۱۹۴۰ به درجه سرلشکری نائل آمد. راینکه به جهت پایبندی سفت‌وسخت به اصول رایش سوم و رهبران آن در میان بسیاری به «کایتل کوچک» که اشاره به فیلدمارشال ویلهلم کایتل، رئیس فرماندهی عالی ورماخت داشت، شهرت یافت. در جریان جنگ جهانی دوم، با توجه به موازات عقاید او و دلایل تهاجم آلمان به شوروی، به عنوان مسئول اسرای گرفته شده از این کشور قرار داده شد. راینکه بلشویسم را دشمن مرگبار آلمانی‌ها و سربازان ارتش سرخ را آموزش‌دیده در این مکتب می‌دانست. از همین رو سخت‌گیری فراوانی نسبت به اسرا نشان می‌داد. سال ۱۹۴۲ به عنوان یکی از اعضای دادگاه خلق برگزیده شد و ماه ژوئن همان سال به درجه سپهبدی (ژنرال پیاده‌نظام) ترفیع گرفت. ماه ژانویه سال ۱۹۴۳ به عضویت افتخاری حزب ناسیونال سوسیالیست درآمد. ماه اکتبر این عضویت دائمی گشت. ماه دسامبر جایگاه ریاست ستاد حزب در فرماندهی عالی ورماخت به او سپرده شد.
راینکه ماه ژوئیه سال ۱۹۴۳ رئیس دفتر مشترک نیروهای مسلح شد. در این جایگاه مفهوم سیاسی «افسران راهبر ناسیونال سوسیالیست» (NSFO) را مطرح و اجرایی ساخت که ماه فوریه سال ۱۹۴۴ به تأیید هیتلر رسید. او خود رئیس ستاد افسران راهبر ناسیونال سوسیالیست در فرماندهی عالی ورماخت بود. او از این افسران می‌خواست احساسات میهن‌پرستانه برای دفاع از رایشِ ناسیونال سوسیالیستی را در خود نهادینه کنند و یک دوره آموزشی در این رابطه برقرار کرد. در این مسیر از پشتیبانی مارتین بورمان و هاینریش هیملر برخوردار بود.
در جریان آشفتگی‌های کودتای ۲۰ ژوئیه سال ۱۹۴۴ راینکه از طرف کایتل فرماندهی نظامی برلین را در دست گرفت و به سرعت نظم را به پایتخت بازگرداند. متعاقباً از صاحب منصبان دادگاه شرافت برای محاکمه توطئه‌گران برای قتل هیتلر در این ماجرا بود. این دادگاه این افراد را از نیروی‌های مسلح اخراج و در اختیار دادگاه خلق قرار داد.
ماه اکتبر سال ۱۹۴۴ با انتصاب اوبرگروپن‌فورر گوتلوب برگر به جایگاه، دوره مسئولیت راینکه بر در ارتباط با اسرای جنگی به پایان رسید.

## اسارت و محاکمه

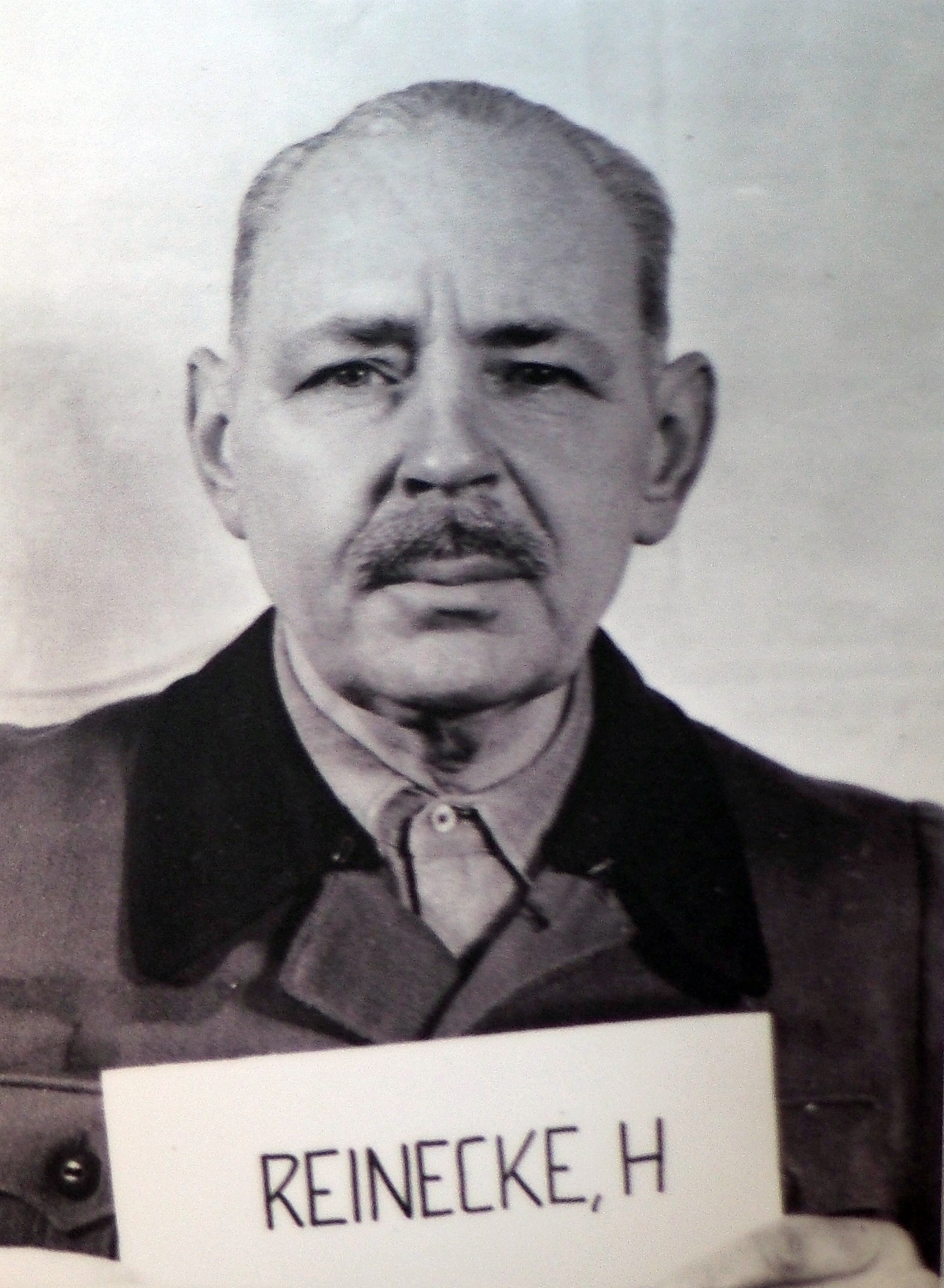
در بازداشت متفقین

راینکه پس از پایان جنگ خود را تسلیم نیروهای متفقین کرد و به اردوگاه اسرای جنگی نیروی زمینی ایالات متحده فرستاده شد. دادگاه نظامی آمریکایی او را محاکمه و به اتهام جرائم مختلفی، مخصوصاً شیوه رفتار با اسرا، روز ۲۸ اکتبر سال ۱۹۴۸ به حبس ابد محکوم کرد. او را در زندان لندسبرگ نگاه می‌داشتند. حکم او بعداً به ۲۷ سال تقلیل یافت و نهایتاً سال ۱۹۵۴ از زندان آزاد شد. سپهبد هرمان راینکه دوران بازنشستگی را در هامبورگ گذراند و در نهایت روز ۱۰ اکتبر سال ۱۹۷۳ در سن ۸۵ سالگی درگذشت.

## زندگی شخصی
راینکه ماه نوامبر سال ۱۹۱۱ با هیلدگارت اشمیت ازدواج کرد. ماه اوت سال بعد صاحب نخستین پسرش با نام یواخیم شد. برادرش آدولف سال ۱۹۱۴ در جریان جنگ جهانی اول در لورن کشته شد. ماه مه سال ۱۹۲۱ از همسر نخستش جدا شد و ماه نوامبر همان سال مجددا این بار با گرتروت شوبرت وصلت کرد. ماه ژوئن سال ۱۹۲۶ پسر دیگری با نام هانس-پتر به دنیا آمد. برادرش گئورگ که خود با درجه سرهنگ دومی در ورماخت خدمت می‌کرد، ماه مه سال ۱۹۳۵ در یک سانحه هوایی جان باخت. ماه مارس سال ۱۹۴۳ دو پسر دو قلو با نام‌های کارل و رودیگر زاده شدند. پسرش هانس-پتر ماه آوریل سال ۱۹۴۵ در اثر جراحات جنگی در مونستر کشته شد.

## کتابشناسی
- Mitcham, Samuel; Mueller, Gene (2012). Hitler's Commanders: Officers of the Wehrmacht, the Luftwaffe, the Kriegsmarine, and the Waffen-SS. Rowman & Littlefield. ISBN 978-1-4422-1153-7.